# LR-79-7
LR-79-7 – amerykański silnik rakietowy. Był używany w członie Thor DM-19 wielu rakiet z rodziny Thor DM-18. Zaprojektowany w 1955. Ostatni start rakiety z tym silnikiem odnotowano w roku 1980.